# شهرستان توگولیمسکی
شهرستان توگولیمسکی (به لاتین: Tugulymsky District) یک شهرستان در روسیه است که در استان سوردلوفسک واقع شده‌است.